# Imago Mundi
|  | No s'ha de confondre amb Imago Mundi (revista). |

Imago Mundi (Ymago Mundi) és el títol de diversos llibres, dels quals el més famós és un llibre de cosmografia, publicat per primer cop el 1410 pel teòleg francès Pierre d'Ailly.

## Descripció
El llibre és en realitat una sèrie de 12 tractats, inclòs el primer, titulat Tractatus d'Imagine Mundi. Que circula principalment en forma de manuscrit. Al voltant de 1583 la primera edició impresa (gravat en fusta) a Lovaina.
D'Ailly segons els autors antics, com Aristòtil, Ptolemeu Plini el Vell dels pares de l'Església com Sant Agustí dels escriptors àrabs, com Averrois o Avicenna. Una de les seves fonts preferides és l'Opus Majus de Roger Bacon i no dubta a assenyalar les contradiccions entre els diferents autors.
El llibre està il·lustrat amb un mapa del món, encara influït per mapes T-O ( Orbis Terrarum) de l'edat mitjana. A diferència de la majoria dels mapes medievals té el nord a la part superior de la pàgina. La terra apareix com un món dividit en zones climàtiques, i les superfícies terrestres es recullen en l'hemisferi nord.

## Conseqüències
Christopher Columbus de propietat d'una còpia més tard (al voltant de 1.487?) De l'obra de Pierre d'Ailly quan es va embarcar en el seu primer viatge a Amèrica. Aquest exemplar anotat de la seva mà es conserva a la biblioteca de Columbine Sevilla.
L'expressió  Imago Mundi va ser presa com a títol d'altres llibres, incloent-hi una història dels Jesuïtess.